# Коэн, Робер
Робер Коэн (фр. Robert Cohen; 1889, Париж — 8 января 1939, Париж) — французский историк.
Ученик Гюстава Глотца, муж его дочери. Участник Первой мировой войны, был ранен и удостоен наград. Преподавал в Лицее Генриха IV.
По приглашению своего учителя вместе с ним работал над первыми двумя томами фундаментальной четырёхтомной «Историей Древней Греции» (фр. Histoire grecque; 1925—1939); после смерти Глотца подготовил два оставшихся тома (последний в двух книгах) вместе с Пьером Русселем.
Важнейший собственный труд Коэна — вышедший с предисловием С. Шарлети том «Греция и эллинизация Древнего мира» (фр. La Grèce et l'hellénisation du monde antique; 1934, переиздания 1939, 1945, 1948), включающий в себя как беглый очерк истории довольно продолжительного периода, так и основательную библиографию. По мнению американского рецензента Стерлинга Доу, именно библиографическая часть книги наиболее ценна, и хотя столь энциклопедический труд не мог не привести к определённым недочётам в каждом разделе с точки зрения узких специалистов, однако обширная эрудиция автора позволит каждому такому специалисту обнаружить нечто новое и ценное для себя.
Опубликовал также книгу «Афинская демократия от рождения до смерти» (фр. Athènes, une démocratie de sa naissance à sa mort; 1936). Дважды выступил как автор статей в ультраправой газете Je suis partout (1933, 1936), в 1936 г. там же было напечатано интервью с ним.